# Johanneskirche (Essen-Bergerhausen)

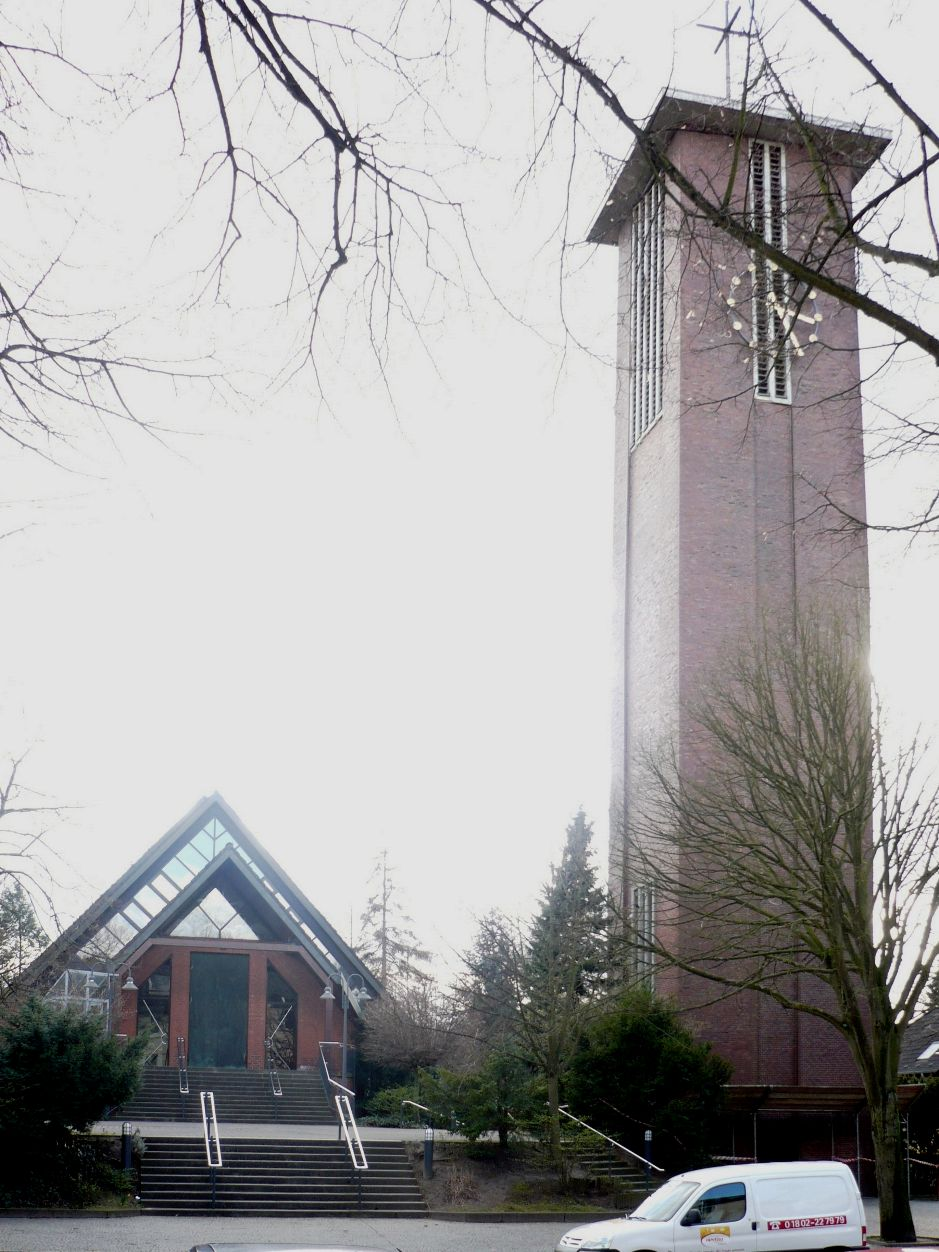
Johanneskirche

Die Johanneskirche ist eine evangelische Kirche im Essener Stadtteil Bergerhausen, die zur Evangelischen Kirchengemeinde Bergerhausen im Kirchenkreis Essen der Evangelischen Kirche im Rheinland gehört. Sie wurde 1985 eingeweiht und ersetzt die ältere Johanneskirche, die von 1954 bis 1955 erbaut worden war. Der freistehende Kirchturm des ersten Kirchengebäudes ist noch erhalten.

## Geschichte
In Bergerhausen, das kirchlich zu Essen-Rellinghausen gehörte, wurde 1928 eine Pfarrstelle eingerichtet und 1930 ein Gemeindesaal gebaut. Nachdem die Zahl der Gemeindeglieder stark gewachsen war, entschloss sich das Presbyterium zum Bau einer Kirche, die nach Plänen von Ernst-Erik Pfannschmidt innerhalb eines Jahres errichtet und am 19. Juni 1955 eingeweiht wurde. In den 1980er Jahren zeigte sich, dass die Johanneskirche, ein kubischer Betonbau, baufällig und inzwischen auch zu groß für die Gemeinde war, die seit 1965 mit der Kirche auf der Billebrinkhöhe eine weitere Gottesdienststätte hatte. Auch das Konzept der Kirche erschien nicht mehr zeitgemäß. So wurde das Gebäude bis auf den Kirchturm abgebrochen und nach Plänen von Wolfgang Müller-Zantop und der Architektensozietät Budde-Gutsmann-Jung ein Neubau errichtet, der am 29. September 1985 eingeweiht wurde. 

## Ausstattung
Das Außenportal der Kirche, eine Schattenreliefarbeit in Bronze von Kurt Zimmermann, zeigt das Abendmahl Jesu. Das darüber angebrachte Bleiglasfenster, wie die anderen Glasfenster von Professor Friedhelm Strüwe, zeigt die Schöpfung. Taufbecken, Kanzel und Altar sind weitgehend aus Ruhrsandstein geschaffen. Die Orgel ist ein Werk von Karl Schuke Berliner Orgelbauwerkstatt GmbH.